# Kensington (Nova York)
Kensington és una població dels Estats Units a l'estat de Nova York. Segons el cens del 2000 tenia 1.209 habitants.

## Demografia
Segons el cens del 2000, Kensington tenia 1.209 habitants, 424 habitatges, i 339 famílies. La densitat de població era de 1.867,2 habitants/km².
Dels 424 habitatges en un 38% hi vivien nens de menys de 18 anys, en un 74,5% hi vivien parelles casades, en un 4,2% dones solteres, i en un 20% no eren unitats familiars. En el 18,9% dels habitatges hi vivien persones soles el 16,5% de les quals corresponia a persones de 65 anys o més que vivien soles. El nombre mitjà de persones vivint en cada habitatge era de 2,85 i el nombre mitjà de persones que vivien en cada família era de 3,27.
Per edats la població es repartia de la següent manera: un 27,2% tenia menys de 18 anys, un 4,9% entre 18 i 24, un 18,4% entre 25 i 44, un 28,4% de 45 a 60 i un 21,1% 65 anys o més.
L'edat mediana era de 45 anys. Per cada 100 dones de 18 o més anys hi havia 84,9 homes.
La renda mediana per habitatge era de 115.916 $ i la renda mediana per família de 133.235 $. Els homes tenien una renda mediana de 100.000 $ mentre que les dones 62.500 $. La renda per capita de la població era de 59.183 $. Entorn del 0,9% de les famílies i l'1,2% de la població estaven per davall del llindar de pobresa.